# Noctilio albiventris
Noctilio albiventris е вид бозайник от семейство Noctilionidae.

## Разпространение
Видът е разпространен в Аржентина, Белиз, Боливия, Бразилия, Гватемала, Гвиана, Еквадор, Коста Рика, Мексико, Никарагуа, Панама, Парагвай, Перу, Салвадор, Френска Гвиана и Хондурас.